# Nelson Mandela Bay Stadium
Nelson Mandela Bay Stadium je víceúčelový stadion sloužící zejména pro fotbal a ragby v Port Elizabeth (provincie Východní Kapsko, Jihoafrická republika). Pojme 48 000 diváků. Kromě toho stadion slouží jako kulturní zařízení s možností pořádání koncertů. Tento stadion využívá při koncertních turné mnoho zpěváků a hudebníků. Stadion je domovem ragbyových týmů Southern Kings a Eastern Province Elephants a fotbalového klubu Chippa United  FC.
Jde o jeden z pěti nových stadionů, které byly postaveny pro Mistrovství světa ve fotbale v roce 2010. Jedná se o první fotbalový stadion světové třídy postavený v provincii Východní Kapsko, protože během vlády apartheidu nebyl fotbal příliš financován. Stadion Nelson Mandela Bay byl prvním z pěti nových stadionů, které zahájily a dokončily svou výstavbu.Během jeho výstavby došlo k velkému spekulování ohledně dodržování termínů výstavby stadionu v období před mistrovstvím světa 2010, aby byl splněn požadavek, aby všechny stadiony by měly být dokončeny před lednem 2010. Ačkoli pozdě, stadion odpovídal plánovanému harmonogramu výstavby a byl dokončen v červnu 2009. Organizační výbor oznámil, že nebude připraven včas na Konfederační pohár FIFA 2009, ale na mistrovství světa ve fotbale už připraven byl.
Mezi známé osobnosti, kteří zde zde vystupovali, jsou Busta Rhymes, Keri Hilson, Neil Diamond, Josh Grobana další.